# Jack Reacher (seriál)
Jack Reacher (v anglickém originále Reacher) je kriminální televizní seriál založený na knižní sérii o Jacku Reacherovi od britského spisovatele Leeho Childa. Námětem první osmidílné řady se stala autorova prvotina Jatka z roku 1997. Americký seriálový thriller byl zveřejněn 4. února 2022 na streamovací službě Amazon Prime Video. O tři dny později producenti oznámili pokračování v podobě druhé řady. Hlavní postavu bývalého majora vojenské policie Jacka Reachera, vandráka křižujícího Ameriku, který soukromě vyšetřuje kriminální případy, ztvárnil Alan Ritchson.

## Obsazení

### Hlavní role
| Alan Ritchson       | Jack Reacher, vyznamenaný major americké vojenské policie ve výslužbě, který se označuje za „vandráka“                                          |
| Maxwell Jenkins     | mladý Reacher |
| Malcolm Goodwin     | Oscar Finlay, šéfinspektor margravské policie, absolvent Harvardu nosící tvídová saka, který se z Bostonu přestěhoval do malého městečka na jih |
| Willa Fitzgeraldová | Roscoe Conklinová, strážnice margravské policie se silným smyslem pro spravedlnost a nadáním k vyšetřování                                      |
| Chris Webster       | KJ, Klinerův rozmazlený syn |
| Bruce McGill        | Grover Teale, zkorumpovaný starosta Margrave a Klinerův komplic                                                                                 |
| Maria Stenová       | Frances Neagleyová, bývalá armádní vyšetřovatelka, podřízená Reachera, pracující jako soukromý detektiv                                         |

### Vedlejší role
| Marc Bendavid       | Paul Hubble, bankéř obchodující se směnkami, který se zapletl se sítí padělatelů |
| Willie C. Carpenter | Mosley, starý holič s tajemstvím                                                 |
| Harvey Guillén      | Jasper, margravský soudní lékař                                                  |
| Christopher Russell | Joe Reacher, o dva roky starší bratr Jacka                                       |
| Gavin White         | mladý Joe Reacher                                                                |
| Leslie Frayová      | Reacherova matka                                                                 |
| Matthew Marsden     | Reacherův otec                                                                   |
| Jonathan Koensgen   | Stevenson, margravský policista a bratranec Paula Hubblea                        |
| AJ Simmons          | Dawson, Klinerův synovec a násilník                                              |
| Patrick Garrow      | Spivey, zkorumpovaný vězeňský dozorce                                            |
| Hugh Thompson       | Baker, jeden z několika zkorumpovaných policistů v Margrave                      |
| Kristin Kreuková    | Charlene „Charlie“ Hubbleová, manželka Paula Hubbleho                            |
| Currie Graham       | Kliner, vlastník Kliner Industries a mocná postava v Margrave                    |
| Martin Roach        | Picard, agent FBI a dlouholetý přítel Finlayho                                   |

### Hostující role
| Lara Jean Chorostecká | Molly Beth Gordonová, agentka Tajné služby udržující vztah s kolegou Joem Reacherem |

## Řady a díly
| Řada | Díly | Premiéra na Prime Videu | Premiéra na Prime Videu |
| Řada | Díly | První díl               | Poslední díl            |
| ---- | ---- | ----------------------- | ----------------------- |
| 1    | 8    | 4. února 2022           | 4. února 2022           |
| 2    | 8    | 15. prosince 2023       | 19. ledna 2024          |

## Produkce

### Vývoj
Streamovací služba Amazon 15. července 2019 oznámila zpracování Childovy knižní série Jack Reacher ve formě televizního seriálu. Tvůrce seriálu Tým Škorpion, producent a scenárista Nick Santora, měl připravovaný projekt zaštítit autorsky a produkčně za podpory společností Paramount Television a Skydance Media. V lednu 2020 následovalo uvedení výkonných producentů, jimiž se s Leem Childem stali Don Granger, Scott Sullivan, David Ellison, Dana Goldbergová, Marcy Rossová a Christopher McQuarrie. Úvodní řada představila adaptaci Childovy románové prvotiny Jatka z roku 1997. V červenci 2021 bylo oznámeno navázání spolupráce s režisérkou M. J. Bassettovou. Scenáristé se při převedení textu do televize rozhodli častěji verbalizovat Reacherovy myšlenky, přestože se snažili udržet jeho dialogy krátké, polopatické a rozvinuté pouze s lidmi, jichž si vážil. Rovněž postavu Neagleyové začlenili do děje dříve než v knižní sérii.

### Obsazení
Alan Ritchson byl do titulní postavy obsazen 4. září 2020. Další hlavní role 22. března 2021 získali Malcolm Goodwin, Willa Fitzgeraldová a  Chris Webster. K hereckému týmu se 19. května téhož roku přidali Bruce McGill, Maria Stenová a Hugh Thompson. Ve vedlejších nekonkretizovaných rolích je 11. června 2021 doplnili Kristin Kreuková, Marc Bendavid, Willie C. Carpenter, Currie Graham, Harvey Guillén a Maxwell Jenkins.

### Natáčení
Dočasné městečko vzniklo na lokacích ontarijského North Pickeringu, kde probíhalo natáčení. Celá fiktivní obec Margrave situovaná do Georgie byla postavena od základů na pronajatém zemědělském pozemku v Ontariu. Některé scény vznikly také v Torontu, Port Perry a v samotném Pickeringu. Vlastní torontské natáčení první řady v probíhalo mezi 15. dubnem a 30. červencem 2021. Během vzniku jedné ze scén utrpěl Ritchson zlomeninu v akromioklavikulárním kloubu ramena, s nutností operačního zákroku, a při bojové scéně si natrhl šikmý sval břišní.

### Vydání
První řada byla zveřejněna na streamovací službě Amazon Prime Video. O tři dny později Amazon oznámil pokračování v podobě druhé sezóny.